# Dominik Zapolski
Dominik Zapolski (ur. 1876, zm. 1931) – polski malarz. Dzieciństwo spędził na  Suwalszczyźnie. Malarstwa i rysunku uczył się początkowo w Kownie, później w Wilnie. Pod koniec życia powrócił na rodzinną Suwalszczyznę, gdzie jako już dojrzały artysta tworzył nastrojowe pejzaże stron rodzinnych. W kilkunastu szkicach upamiętnił również postacie z ówczesnej wsi suwalskiej.